# 交通工具模拟游戏
交通工具模拟游戏（英語：Vehicle simulation game）是电子游戏类型之一，此类游戏旨在为玩家提供各种逼真交通工具操作。这包括汽车、火車、飞行器、船、航天器、军用车等交通工具。游戏主要挑战是掌握以驾驶员主觀鏡頭视角驾驶和转向，大多数游戏还加入和对手车辆竞速或战斗。游戏通常按写实度进行区分，有的游戏加入燃料管理與企業經營等真实物理要素，加强游戏的刻画。

## 定义
载具模拟类游戏允许玩家在游戏中驾驶载具，其中载具可以像现实生活中的，也可以是凭空想像的。载具种类涵盖陆地、水面、空中甚至太空中的各类机器。载具模拟游戏的游戏目标有很多种，有竞速、战斗或者单纯的驾驶一辆车，让玩家可以亲身体验驾驶员视角。游戏设计师罗尔斯和亚当斯认为尽管“尽速游戏在售卖时通常划分至体育游戏分类中，但是从电子游戏设计角度来看，它们应该属于载具模拟。”

## 游戏设计

### 游戏的主要内容

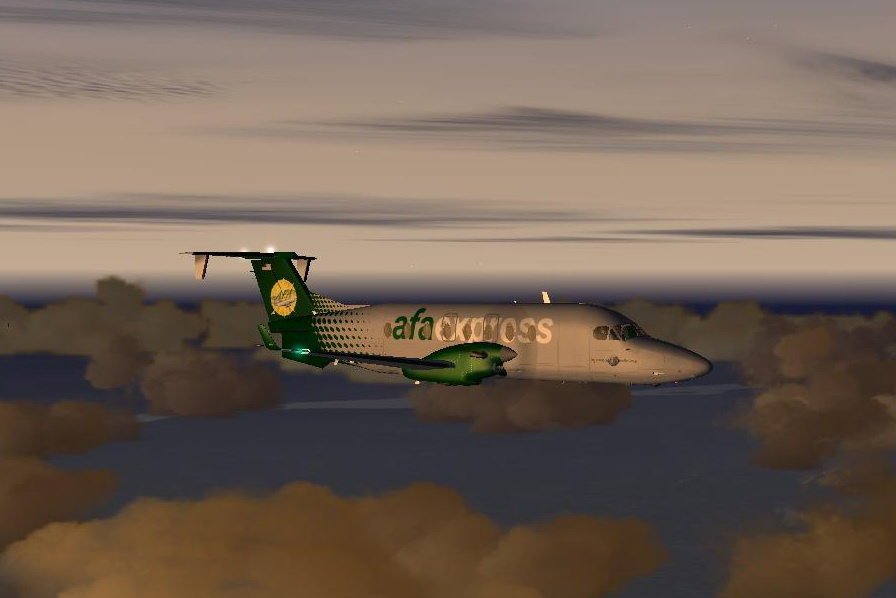
微软模拟飞行 是一款经典的飞行模拟器

交通工具模拟游戏的基本玩法是进行富有技术含量的挑战，掌握对所驾驶的交通工具的控制，完成游戏成就。玩家须学习并控制速度、把控方向、避免撞击等。
有一些交通工具模拟游戏没有给予玩家特定的目标，仅仅用来体验各种交通工具。有观点指出这种没有竞赛和成就系统的模拟器可能无法归为“游戏”。
大多数交通工具模拟游戏还加入了竞赛元素，有输赢之分。有些游戏会设有战斗和障碍等特殊游戏内容以增加可玩性。也有一部份被用来培训交通工具的职业人员和竞赛选手，例如空战模拟游戏器和竞速模拟器。玩家必须完成不同的关卡或任务，并根据他们的表现获得分数和成就。

### 逼真的细节
交通工具模拟游戏的市场可分为两种，一种倾向于模拟性，另一种则倾向于娱乐性。大部份的交通工具模拟游戏能同时满足这两个市场。倾向于模拟性的玩家比较注重细节，而倾向于娱乐性的则不。这种细节包括但不限于环境和天气，交通工具的损坏动画，物理动画，和控制交通工具的方式。例如，倾向于模拟性的飞行模拟游戏中，飞机对玩家的控制响应缓慢，以符合现实情况。而其他类似游戏为了简化操作，将飞机设计得像汽车一般灵活。
因部分玩家追求高逼真度，一些游戏内交通工具的大小保留了其实际尺寸。除了一些飞行模拟器允许玩家跳过长时间、枯燥、重复的等待，更多的则使用与实际相符的时间尺度。在部分宇宙飞船模拟器或水域交通工具模拟器中，为了提高游戏的可玩性，部分物理信息被更改。
这类游戏通常具有不同性能的交通工具，例如不同的灵活性和速度。这样可以增加游戏的多样性。部分游戏会使用现实生活中实际存在的车辆作为原型，包括军用车或汽车制造商生产的汽车。

### 非驾驶员角色
虽然交通工具模拟游戏的主要内容是驾驶交通工具，但许多游戏还包含驾驶员以外的角色。例如，在某些赛车模拟游戏中，玩家有时可能须扮演修理工或机械师等角色来提升赛车的性能。在部分具有战斗元素的游戏中，较大的交通工具上配有独立的格斗空间，这些游戏也可能具有类似于第一人称射击游戏的竞争模式，玩家必须击败敌对的人类或人工智能对手。日本的《夢幻飛機場》則是玩家扮演航空管制員。管理飛機的飛行。

## 类型
尽管市面上大多数载具模拟类游戏都是飛行模擬器或竞速游戏，但是任何创造并提供驾驶载具感觉的游戏，包括《哈利·波特》游戏中提供乘骑飞行扫帚，都属于载具模拟。

### 舰船模拟游戏
大多数船类模拟游戏为摩托艇或。因为流体介质对转向造成影响，游戏体验与驾驶汽车区别很大。这类游戏在设置了浮标的水面竞速，有时还会要求玩家做出跳跃等特技动作。航海模拟较为罕见，控制帆船十分复杂，其受众面较窄。
《虚拟船长》系列游戏推出后，该方面市场正逐步发展。《航海模拟2010》与其类似，也十分受欢迎。这两款游戏均可进行在线竞赛。
舰船模拟中包括潜艇模拟游戏，侧重于驾驶老式潜艇，排布鱼雷。战舰模拟更加稀少。由于航行速度慢，游戏节奏慢，诸如《鱼叉》、《命令：現代海空戰》和《危险水域》在内的海军战舰模拟可以同时模拟整个舰队。

### 农业机械模拟游戏
《农耕模拟》系列游戏从农业到畜牧业再到合成邮寄燃料，为玩家提供详尽的农场模拟环境。游戏中的载具有拖拉机、拖车及联合收割机等等。由于农场作业需求，拖拉机上可搭载各式装备，以便犁地、播种、灌水或施肥。

### 飞行模拟游戏
飞行模拟游戏分为空战模拟游戏和民用飞行模拟游戏。
- 民用飞行模拟游戏：《FlightGear》和《微軟模擬飛行》是典型的民用飞行模拟游戏。[1]这些游戏大多没有明确的胜利条件，除非设定了竞速或其他具体的挑战。[2]玩家可以根据喜好，自由设置诸如夜间飞行或极端气候飞行等挑战。游戏最大的挑战在于如何安全平稳地使飞机降落。[1]
- 空战模拟游戏：空战模拟游戏需要玩家达成既定目标，通常是摧毁敌人的飞机或地面设施。[2]游戏主要侧重于驾驶各类军用飞机，与敌人周旋。[1]玩家有时需要追踪地面目标，部署导弹或炸弹。[1]

### 竞速游戏
竞速游戏分为赛车竞速和非赛车竞速。
- 赛车竞速主要还原特定种类赛车竞速体验，譬如：印第车系列赛、全國運動汽車競賽協會或者一级方程式赛车等等。[2]这类游戏以真实元素为基础，十分注重燃料、刹车和轮胎等细节。[1]车辆不同部位损坏也会造成一系列问题。[1]游戏中通常设定玩家赢得比赛后获得游戏内虚拟货币升级赛车。[1]
- 非赛车竞速并不完全还原现实，有时被称作虚拟或类街机竞速游戏。玩家驾驶赛车驰骋于城市或者虚构的世界里。[2]游戏物理引擎相对简单，但设定了诸如收集加速液氮、穿过障碍或发射导弹等新的挑战。[1]

### 航天器飞行模拟游戏
通常开发者会避开过于真实的太空飞行模拟，毕竟真实的太空飞行过于缓慢，很难让大众接受。因此，太空飞行模拟游戏多半为科幻类游戏，比如《銀河飛將》系列。《轨道器》和《坎巴拉太空计划》是比较典型的反例。

### 坦克及机甲模拟游戏
车辆对战游戏包括坦克模拟和机甲模拟。除了驾驶载具以外，游戏同样侧重于旋转炮塔击中目标。由于真实坦克行驶速度缓慢，这类游戏大多并不完全精准。《第二次世界大戰Online》因为速度过于缓慢，不能讨好大量玩家。为迎合更多受众群体，开发商在游戏中加入了机甲，可以为机甲搭载各式真实或虚幻的武器。

### 火车模拟游戏
这类游戏通常以驾驶火车为主，游戏模拟真实的鐵路運輸操作，同时囊括有轨电车等基于铁轨的驾驶模拟。

### 卡车模拟游戏
世界上第一款卡车模拟游戏为1985年发行的《Juggernaut》。游戏模拟公路列車，侧重于货运和财政。 
卡车模拟是载具模拟游戏中新兴分类，主要侧重于运货和拓展业务。比较有名的游戏由SCS Software开发：
- 《18 Wheels of Steel（英语：18 Wheels of Steel）》系列
- 《卡车模拟（英语：Truck Simulator）》系列
  - 《歐洲卡車模擬》
  - 《德国卡车模拟（英语：German Truck Simulator）》
  - 《英国卡车模拟（英语：UK Truck Simulator）》
  - 《歐洲卡車模擬2》
  - 《美國卡車模擬》